# Nucená práce

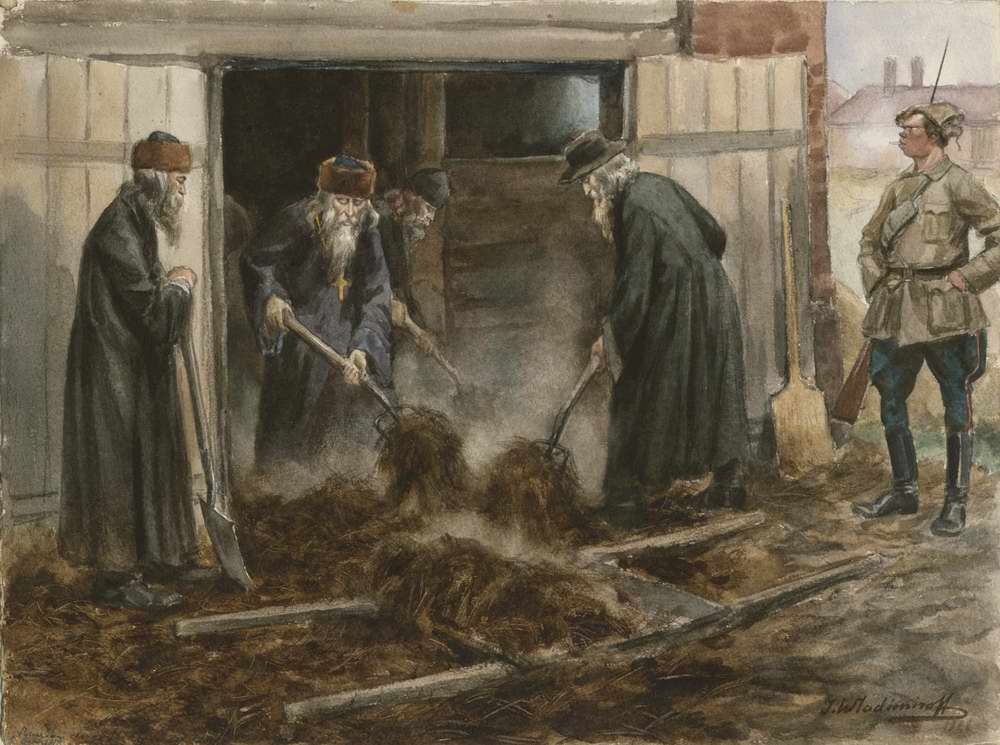
Duchovní na nucených pracích, Ivan Vladimirov (Sovětské Rusko, 1919)

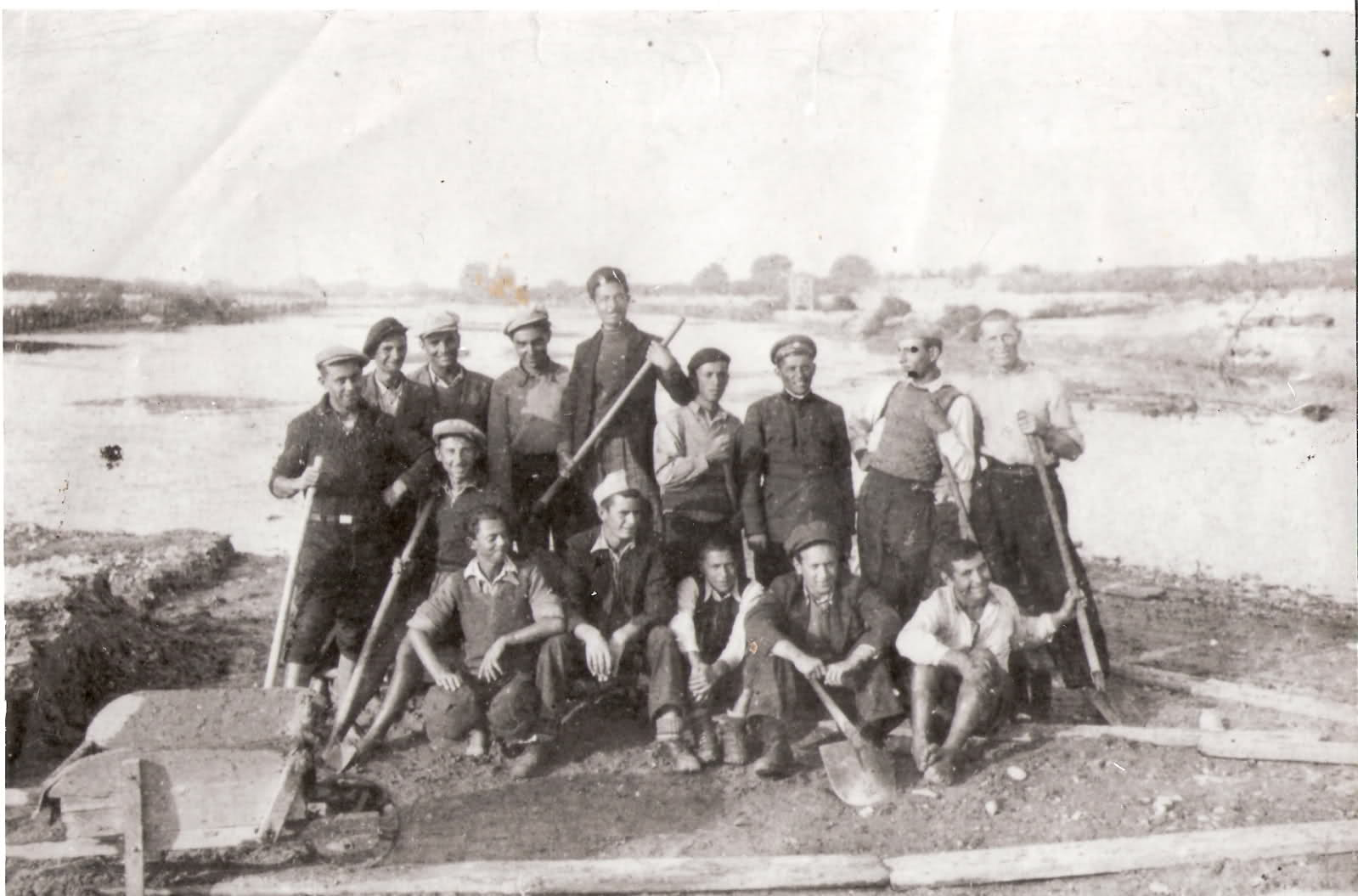
Nesvobodní dělníci z Plovdivu během druhé světové války

Nucená práce nebo povinná práce je práce nebo služba, která je od osoby vymáhána pod pohrůžkou trestu. Taková osoba se na danou práci nenabídla dobrovolně, vykonává je proti vlastní vůli z vůle jiné osoby, skupiny osob nebo zákona. Nejde jen o práci manuální, vynucována může být právě tak práce duševní.
K nucené práci patří nesvobodné rozhodování nucené osoby, pramenící z obavy záporných dopadů v případě odmítnutí výkonu práce. Každý člověk na Zemi vyvíjí činnost, která má sloužit jeho potřebám, a to i zprostředkovaně (např. dobrovolnou činností pro jiného za oboustranně odsouhlasenou odměnu apod.) – na rozdíl od toho nucené práce zajišťují vůli jiného subjektu za nulovou nebo neodpovídající odměnu a proti vůli nuceného (ne každá bezplatná práce je však automaticky nucenou prací). O zákazu nucených prací se hovoří např. v Úmluvě o ochraně lidských práv a základních svobod nebo v Listině základních práv a svobod. První zmíněná úmluva přitom vychází jednak z Všeobecné deklarace lidských práv, vydané valným shromážděním OSN v roce 1948, jednak ze starší Úmluvy Mezinárodní organizace práce z roku 1930 (Úmluva č. 29). Právě ta definuje dva základní znaky nucené práce: pohrůžku trestu a fakt, že se pracovník nenabídl k práci dobrovolně.
Zákaz nucených prací, spojený se zákazem otroctví, je v současné době vnímaný jako jedno ze základních lidských práv, jehož smysl je nezpochybnitelný. Historicky je však v podstatě výsadou novověku, pro antiku bylo otroctví samozřejmostí a ani ve středověku nebylo výjimečné. Počátkem ustanovení zákazu byla doba osvícenství. V Rakouské monarchii, a tedy i v českých zemích, šlo postupně o zákaz nevolnictví (1781), zákaz otroctví (1811) a později i zrušení poddanství a roboty (1848). Nucená práce byla obecným zákoníkem občanským zakázaná i za první a druhé republiky, uplatňovat ji začal až nacistický a poté socialistický režim. Podle údajů Mezinárodní organizace práce bylo obětí nucené práce v roce 2012 asi 21 milionů lidí, z toho 11,4 milionu žen a dívek a 9,5 milionu mužů a chlapců.

## Právní zakotvení

### Listina základních práv a svobod
Článek 9 Listiny základních práv a svobod stanoví:

(1) Nikdo nesmí být podroben nuceným pracím nebo službám.

(2) Ustanovení odstavce 1 se nevztahuje na:

 a) práce ukládané podle zákona osobám ve výkonu trestu odnětí svobody nebo osobám vykonávajícím jiný trest nahrazující trest odnětí svobody,

 b) vojenskou službu nebo jinou službu stanovenou zákonem namísto povinné vojenské služby,

 c) službu vyžadovanou na základě zákona v případě živelních pohrom, nehod, nebo jiného nebezpečí, které ohrožuje životy, zdraví nebo značné majetkové hodnoty,

 d) jednání uložené zákonem pro ochranu života, zdraví nebo práv druhých.

### Úmluva o ochraně lidských práv a základních svobod
Čl. 9 Listiny základních práv a svobod se podobá čl. 4 Úmluvy o ochraně lidských práv a základních svobod (neboli Evropské úmluvě o lidských právech, dále jen EÚLP). Čl. 4 EÚLP se kromě zákazu nucených prací věnuje také zákazu otroctví a nevolnictví. K nuceným pracím pak přidává ještě pojem povinné práce. Výčet činností, které za nucené nebo povinné práce považovat nelze, se téměř shoduje s výčtem v Listině základních práv a svobod. V písmeni d) hovoří šířeji než Listina: namísto jednání přímo uloženého zákonem pro ochranu lidského života, zdraví a práv se zde mluví obecněji o práci či službě, která tvoří součást běžných občanských povinností. V obou případech se ale všechna čtyři písmena týkají činností, jež jsou v obecném zájmu společnosti a uplatňují princip mezilidské solidarity. U obou předpisů také platí, že tyto výčty nejsou vyčerpávající.
O tom, že se konkrétní právní úprava v jednotlivých státech liší, svědčí třeba i čl. 4 písm. a) EÚLP, v němž se hovoří o pracích požadovaných při výkonu trestu nebo podmíněného propuštění. Zatímco EÚLP ve svém anglickém originále umožňuje uložení těchto prací také osobám v ústavní péči nebo ve vazbě, česká verze kvůli svému překladu uložení nedobrovolné práce osobě ve vazbě neumožňuje.
Z formulace článku 4 EÚLP vyplývá úzká souvislost mezi nucenými pracemi, povinnými pracemi, otroctvím a nevolnictvím. Např. nucená práce může být součástí otroctví, ale o otroctví se může jednat i v případě, kdy soud vyvrátí, že by posuzovaný čin byl nucenou prací. Další podobné pojmy se navíc zahrnují pod některý ze čtyř výše zmíněných, Evropský soud pro lidská práva (dále jen ESLP) sem zařadil obchodování s lidmi, a to bez bližšího určení, do které z kategorií patří. K uvedeným pojmům nemá svým způsobem daleko ani diskriminace – jedná-li se o situace, kdy jsou k uloženým činnostem (byť nehodnoceným jako nucená či povinná práce), vybírány diskriminujícím způsobem určité osoby či skupiny osob.

## Vymezení pojmu nucené práce v praxi

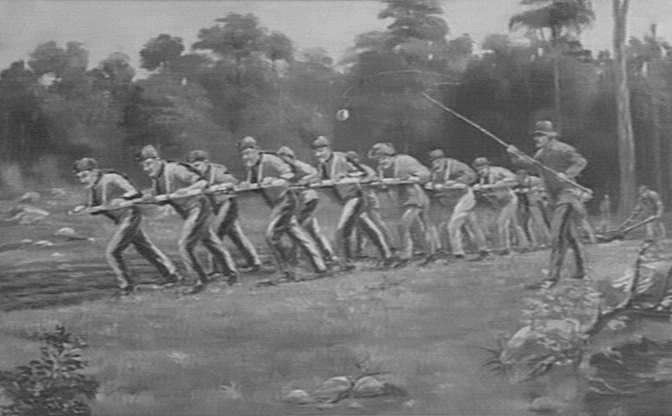
Odsouzení dělníci v Austrálii na počátku 19. století.

Nucená práce může mít různé formy, včetně dluhového otroctví, obchodování s lidmi a jiné formy novodobého otroctví. Oběťmi jsou často nejzranitelnější osoby – ženy a dívky nuceny k prostituci, zadlužení migranti, továrenští nebo zemědělští dělníci, kterým není umožněno běžným způsobem opustit své zaměstnání a za jejich práci jim je vyplácena velmi nízká nebo žádná mzda.
Za nucenou práci lze považovat:
- Práci nebo službu, při které mzda nepřesahuje nebo sotva přesahuje živobytí
- Práci nebo službu, za kterou je mzda ve formě zboží, které není žádoucí a nebo nemůže být směněno či obtížně se směňuje
- Práci nebo službu, při které je mzda zcela nebo převážně tvořena zrušením dluhu nebo závazku, který byl sám vynucen a nebo náleží někomu jinému

Za nucenou práci naopak nelze považovat:
- Práci nebo službu vyžadována v důsledku povinné vojenské služby, pokud se jedná o práci čistě vojenského charakteru;
- Práci nebo službu, která tvoří součást běžných občanských povinností občanů svrchované země.
- Práci nebo službu vyžadovanou od osoby odpykávající si trest vynesený řádným soudem, pokud je uvedena práce nebo služba vykonávaná pod dohledem a kontrolou orgánu veřejné moci, a tato osoba není najata nebo dána k dispozici fyzickým osobám, společnostem nebo sdružením ;
- Práci nebo službu vyžadovanou v případě stavu nouze nebo obecného ohrožení, např. v případě války, živelní pohromy, ohrožení požárem, povodní, hladomorem, zemětřesením, prudké epidemie nebo nákazy zvířat atd.
- Drobné komunální služby, které provádějí členové komunity a jsou v přímém zájmu zmíněné komunity.

Ve sporných případech o otázce, zda se jednalo o nucenou či povinnou práci, rozhoduje soud a přihlíží ke konkrétním okolnostem. Z rozsudků ESLP vyplývá, že takovou okolností může být např. přiměřenost zátěže dané práce. (Nenáročná práce nemusí být soudem posuzována jako nucená, ačkoli jinak nucenou prací v podstatě je; neúměrně tvrdá práce zase může nakonec vést k rozhodnutí, že je nucenou prací, byť se k ní oběť původně přihlásila dobrovolně.) Dále se jedná o to, zda diskutovaná služba je nebo není předem danou součástí zaměstnání, k němuž se žalobce dobrovolně přihlásil, a také je třeba projednat otázky, zda měl žalobce při vykonávání neplacené činnosti dostatek času na výkon finančně ohodnocené práce a zda se při výkonu sporné služby nemohl nechat zastoupit.
Jako příklad konkrétního rozhodnutí ESLP poslouží případ z 90. let, kdy se v německé obci řešilo, zda je nucenou prací povinná služba obecního hasiče (jednalo se o službu nahraditelnou příspěvkem do obecní pokladny). ESLP rozhodl, že se o nucenou práci nejednalo, právě s odkazem na běžné občanské povinnosti, které se dle EÚLP za nucené ani povinné práce nepovažují. (V tomtéž případě však bylo rozpoznáno naplnění skutkové podstaty diskriminace, neboť povinnost hasičské služby či náhradního poplatku měli uloženu pouze muži, nikoli ženy.) Podobný výsledek měla i soudní řízení, v nichž se žalobci snažili do pojmu nucené a povinné práce zahrnout např. povinnost lékaře poskytnou první pomoc, povinnost vlastníků nemovitostí uklízet chodník při náledí nebo povinnost zaměstnavatelů zaměstnávat v daném podílu osoby se zdravotním postižením.

## Nucené práce za druhé světové války

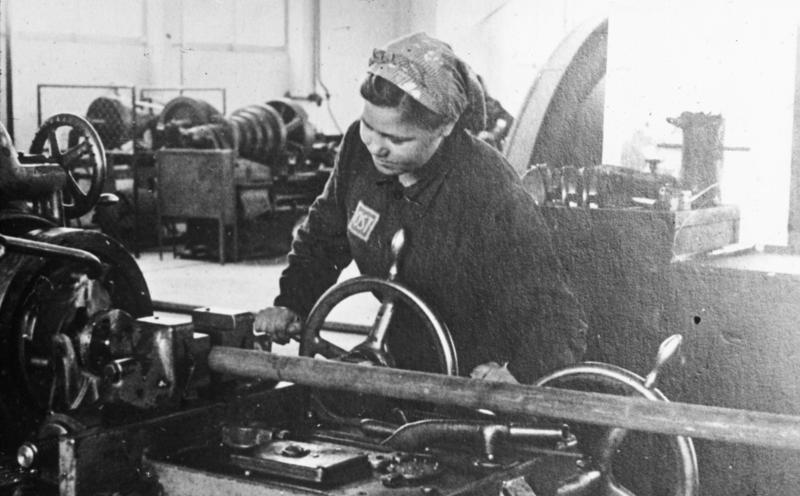
Nuceně nasazená dělnice z východní Evropy v továrně IG Farben blízko Osvětimi během druhé světové války

Nucená práce pro Německo během druhé světové války se týkala přibližně 13,5 milionů Evropanů, z toho mezi 350 000 až 450 000 Čechů. Ještě před samotným vznikem režimu nucené práce a před vypuknutím války odcházela řada dělníků včetně obyvatel Československa do Německa dobrovolně. Německá říše potřebovala v rámci přípravy na válku zvýšit průmyslovou výrobu, avšak neměla dostatek pracovních sil, náborové komise Říšského ministerstva práce proto využívaly nezaměstnanosti v jiných evropských státech. Postupně byly spouštěny mechanismy, jak tyto dělníky k práci v Německu přimět, Čechům např. od roku 1939 hrozila ztráta podpory v nezaměstnanosti. Brzy se ukázalo, že zaměstnávající podniky nedodržují pracovní podmínky, najímají cizince na těžké práce (na stavbách, v lomech či cihelnách) a zacházejí s nimi hrubě. To už byly ale pro celý systém zřízeny úřady práce, byla zavedena možnost přinutit cizince k povinné práci v Německu a kvůli kontrole nad nimi se začaly vydávat pracovní knížky. Zodpovědnost za zavedení nucených prací bývá tedy přisuzována jednak samotnému německému státu, jednak zaměstnávajícím podnikům. Podle mnohých historiků totiž průmyslové podniky po získání instrukcí od státu spoluutvářely životní podmínky dělníků, a pokud mohly surové zacházení mírnit, nečinily tak.
Nuceně nasazení nebyli homogenní skupinou. Vedle civilních nuceně pracujících dělníků k nim v průběhu války přibyli také váleční zajatci nebo vězni koncentračních táborů, lidé z věznic či káznic a dalších podobných zařízení. Podle tohoto dělení s nimi bylo také zacházeno. Navíc byly především pro dělníky, kteří z Německa uprchli nebo se dopustili jiných pracovních přestupků, zřízeny tzv. pracovně-výchovné tábory. Pro všechny skupiny bylo ale nakonec společné to, že lidé pracovali pod hrozbou trestu a že jim práce nebyla přidělena podle jejich kvalifikace, ale na základě příslušnosti k národu, etniku nebo náboženství.
Právě národnost hrála v pracovních podmínkách velkou roli. Nejlépe na tom byli původně dobrovolní dělníci ze západní a jihovýchodní Evropy, členové spojeneckých států (Bulharsko, Chorvatsko, Rumunsko, Slovensko, Maďarsko a do r. 1943 také Itálie) a dále Dánska a neutrálního Španělska. Tito směli mimo jiné odjet z Německa poté, co jim vypršela doba pracovní smlouvy. Naopak nejhorší práci a nejmenší práva měli Židé a vězni koncentračních a pracovně-výchovných táborů, ale také civilní dělníci z Polska a Sovětského svazu, polští a posléze i italští váleční zajatci.
Pro rozdělení příslušníků jednotlivých národností byly vytvořeny čtyři skupiny. Češi spadali pod skupinu D, se kterou se zacházelo nejhůře. Tvořili ji příslušníci negermánských-slovanských národů, kteří žijí více či méně pod bezprostřední vládou Německé říše (protektorátní příslušníci, Srbové, Slovinci, pracovní síly z Pobaltí, Poláci, cizí pracovní síly nepolské národnosti z generálního Gouvernementu a včleněných území, východní dělníci). Jako takoví museli pracovat hlavně v německých průmyslových podnicích a velkých firmách, ale také v polovojenských organizacích, s nimiž odklízeli trosky po náletech a žili tak trvale v nebezpečí dalšího bombardování. Pracovní doba trvala často dvanáct hodin denně, šest dní v týdnu, k práci patřila šikana ze strany nadřízených a minimální hygiena i zdravotní péče. Při tom jim však zůstávala možnost volného času a vycházek do okolí táborů.
Do pracovně-výchovných táborů byli lidé umisťováni jen na několik týdnů, případně měsíců. Dozor zde vykonávalo gestapo a byly tu záměrně vytvářeny tvrdší podmínky než v koncentračních táborech, hlídaných příslušníky SS. Gestapo také mohlo dělníkovi dobu pobytu svévolně prodlužovat, prohlásit ji za tzv. ochrannou vazbu a následně jej odeslat do koncentračního tábora. Náplň práce tvořilo opět odklízení válečných trosek, činnost na stavbách a v průmyslu. Součástí pobytu byla šikana a ponižování, beztrestné ubližování na zdraví a týrání ze strany dozorců i hrozba poprav. Pracovní doba se tu podobně jako v německých podnicích pohybovala mezi 10 a 12 hodinami denně, pracovalo se ale mnohdy i o nedělích a svátcích. Do pracovně-výchovných táborů se mohli dostat dělníci ze západních států, Rakouska i Německa, měli ale volnější režim a Němci dokonce ani nemuseli vykonávat těžší práce. Z pracovně výchovných táborů je známé třeba zařízení v Reichenau, tábor mezi vesnicemi Schörgenhub a Wegscheid u Lince nebo tábor v Oberlanzendorf. Na území protektorátu vzniklo pracovně-výchovných táborů deset, tábor v Plzni na Karlově byl zřízen pro ženy a dívky.

## Nucené práce v ČSR po roce 1948
V socialistickém Československu existovaly tábory nucené práce (TNP) mezi léty 1948 a 1954. Vznikly z podnětu Rudolfa Slánského a řídily se zákonem 247/1948 Sb., o táborech nucené práce. Je proto třeba je odlišovat od nápravně pracovních táborů (NPT) a dalších táborů, určených k nedobrovolné práci, které se tímto zákonem neřídily. Zřizovatelem táborů nucené práce bylo Ministerstvo vnitra, na systému se ale podílela i další ministerstva a národní podniky, které takto získanou pracovní sílu využívaly.
Noví pracovníci byli pro podniky nutností, podle potřeby pracovních sil se také volilo umístění táborů. Již v roce 1948 se totiž projevily první obtíže socialistického státu – zásobovací potíže a bouření dělníků v závodech. (Kromě toho se v září téhož roku zvedla vlna nevole proti novému režimu v souvislosti s událostí pohřbu Edvarda Beneše.)
Dalším ze zřejmých účelů táborů nucené práce bylo zastrašení obyvatel, vznikem táborů mělo být bráněno nepokojům. Rudolf Slánský ve svém návrhu mínil ustanovit nucenou práci k vytvoření kázně mezi dělníky a k boji proti nepohodlným živnostníkům, obchodníkům a tzv. kulakům. Také při své realizaci pak byly tábory určeny nepřátelům režimu, lidem, kteří se „vyhýbali práci“ a osobám, jež těmto lidem napomáhali. Ve skutečnosti nebylo vůbec třeba dopustit se něčeho nezákonného, aby se občan státu do tábora nucených prací dostal – stačilo, aby se stal podezřelým, že by jednou něco spáchat mohl. Z toho také plyne, že bývali lidé na tyto práce obvykle přikázáni bez řádného soudu: mohl sem být poslán v podstatě kdokoli. Skutečným cílem bylo tyto osoby, komunistickému režimu nebezpečné, vytrhnout ze sociálních vazeb na své okolí a izolovat je. Idea táborů spočívala v převýchově osob, zvaných chovanců – jak samotnou prací, tak politickými školeními (z nichž byli před propuštěním také přezkušováni). Ačkoli však nebyl pobyt v TNP oficiálně prezentován jako trest, doba zde strávená se chovancům zapisovala do trestního rejstříku. Změna nastala až v roce 1951, kdy získalo většinu táborů do své působnosti Ministerstvo spravedlnosti a přejmenovalo je na přechodná nápravná zařízení; chovancům se pak začalo říkat vězni. Jediná hranice, která, kromě zdravotní způsobilosti pro přikázání na nucené práce platila, byla věková – byli na ně posíláni lidé od osmnáctého do šedesátého roku věku.
Doba, kterou chovanec trávil v TNP, se pohybovala mezi třemi měsíci a dvěma roky. Komise, která o přikázání osoby do tábora rozhodla, mohla určenou dobu zkrátit nebo dotyčného propustit z důvodu zdravotní nezpůsobilosti. Tatáž tříčlenná komise, jmenovaná krajským národním výborem, také rozhodovala o dalších „sankcích“ pro osobu, přikázanou na nucené práce; § 4 zákona o táborech nucené práce v tomto ohledu stanovil:

Komise zřízená podle § 3, odst. 1 může, kde toho povaha případu vyžaduje

 a) zakázati osobě zařazené do tábora po jejím propuštění z něho pobyt v určitém územním okrsku nebo místě nebo jí určiti místo pobytu

 b) naříditi vyklizení bytu zařazené osoby,

 c) rozhodnouti, že do živnostenského podniku nebo majetkových podstat zařazené osoby bude zavedena národní správa,

 d) rozhodnouti, že zařazené osobě bude odňato živnostenské oprávnění.

Životní podmínky i namáhavost práce se v jednotlivých táborech velmi různila, za nejtěžší formu byla považována asi práce v uranových dolech. Tábory se dělily např. podle pohlaví na mužské, ženské a smíšené, dále podle provinění, za které byla osoba na práce přikázána (zařízení se lišila stupněm ostrahy), podle sociálního původu a také tělesné zdatnosti. Těžké tábory znamenaly práci v dolech a hutích, střední na stavbách nebo v cihelnách, lehké pak zpravidla v zemědělství a dílnách a konečně pomocnými pracemi se rozuměla údržba táborů. Ženské TNP měly na programu práci v zemědělství na státních statcích, v táborových dílnách, textilních továrnách apod.
Chovanci TNP dostávali za svoji nucenou práci od zaměstnávajících podniků mzdu. Avšak tato mzda jim byla vyplácena Správou TNP, jež si většinu mzdy nechávala na provoz tábora. Část mzdy pak byla poslána rodině pracovníka, část mu byla ukládána na konto, které si směl vybrat při opuštění tábora, a zbytek peněz opravdu dostal, pokud byl poslušný. Výše mezd závisela na druhu práce, nejvyšší výdělky v rudných dolech a železárnách činily 8 000 Kčs, jinak se průměrný plat pohyboval u mužů okolo 3 500 Kčs, u žen mezi 2 000 a 3 000 Kčs.
Dozor nad chovanci vykonávali příslušníci SNB, obdaření stejnokrojem a pistolí. Byly pro ně vydány předpisy, podle nichž např. neměli trvale nosit samopaly, aby TNP nebyly zaměňovány s válečnými koncentračními tábory. Co však z nedávné minulosti zůstávalo, byly kázeňské postihy a s nimi spojená šikana a ponižování – do července roku 1950 nebyly pokusy o útěk trestány soudně, ale pouze na základě řádu tábora. Vedle útěků se trestalo také třeba nedovolené stýkání s osobami mimo tábor. V táboře existovala funkce referenta pro politickou a mravně osvětovou východu, tato osoba kromě konání přednášek nebo promítání výchovných filmů vedla osobní spisy ke konkrétním chovancům. Tresty se pohybovaly od udělení důtky, přes omezení návštěv až po uložení tvrdého lůžka nebo samovazby. Jako opačný prostředek byly místy praktikovány motivační soutěže o různé výhody a privilegia či dokonce propuštění.
Počet TNP na území Československé republiky nebyl přesně vyčíslen, zřejmě se pohyboval okolo čtyřiceti. K říjnu roku 1950 se uvádí 25 táborů nucených prací, o necelý rok později už Ministerstvo spravedlnosti přebíralo pod svoji působnost jen 6 táborů, které postupně zanikly. Při přísném vymezení pojmu tábory nucené práce lze říci, že jimi prošlo asi 20 000 občanů. Mezi nejtvrdší tábory nucené práce bývá jmenován mužský TNP Nováky, mezi nejmírnějšími pak smíšený TNP Lešany. Z ženských táborů byl důležitý TNP Dlažkovice – sběrný tábor pro ženy ze všech krajů Čech – a TNP Valtice – sběrný tábor pro Moravu a Slezsko. Konec táborů nucených prací byl stanoven zákonem č. 102/1953 Sb., jako poslední byl zrušen TNP Brno, a to 15. února 1954.

## Novodobá nucená práce
Od ledna do listopadu roku 2012 bylo rozhodnutím Vlády ČR dovoleno úřadům práce, aby nezaměstnaným občanům ČR zprostředkovávaly výkon veřejné služby bez nároku na odměnu. Trestem za nevykonávání stanovené práce bylo odebrání podpory v nezaměstnanosti. Koncem roku 2012 Ústavní soud České republiky rozhodl, že je povinné ukládání této služby v rozporu se zákazem nucených prací. Jednání úřadů práce bez potrestání viníků a odškodnění dotčených obětí je v příkrém rozporu s Úmluvou Mezinárodní organizace práce o nucené nebo povinné práci.
Kromě tohoto pokusu o legitimní zavedení formy nucené práce ale v ČR i po celém světě stále existuje její běžné nelegální praktikování, jako je nucení k prostituci nebo nevyplácení smluvených mezd dělníkům, kteří nemohou dát výpověď. Odhady z posledních let uvádění 12, 3 milionu obětí nucené práce (občany České republiky nevyjímaje), z toho asi pětinu tvoří oběti obchodu s lidmi určenými k nuceným pracím.